# Brunnenburg
Brunnenburg (în italiană Castel Fontana) este o cetate care a fost clădită în secolul al XIII-lea (circa 1250). Este situată între Merano și comuna Tirolo, în provincia Bozen, regiunea Trentino-Südtirol, Italia. În anul 1900 ruinele cetății au fost restaurate într-un stil bizar de un industriaș german. După al Doilea Război Mondial a intrat în posesia familiei americane Rachewiltz.